# گوی‌نوین
گوی‌نوین (به لاتین: Göynüyən) یک منطقه مسکونی در جمهوری آذربایجان است که در شهرستان گران‌بوی واقع شده است. گوی‌نوین ۳۷۸ نفر جمعیت دارد.